# Homie the Clown
Homie the Clown är avsnitt 15 från säsong sex av Simpsons. Avsnittet sändes 12 februari 1995 på Fox i USA. Krusty har problem med ekonomin och öppnar ett clowncollege som Homer Simpson blir en student på. Efter examen börjar Homer jobba som Krusty på olika evenemang men hamnar i bråk med maffian då de blandar ihop honom med riktiga Krusty. Joe Mantegna gästskådespelar som Fat Tony och Dick Cavett samt Johnny Unitas som sig själva.
Avsnittet skrevs av John Swartzwelder och regisserades av David Silverman. Swartzwelders manus krävde lite omskrivning och Silverman anser att det är ett av de bästa avsnittet som han regisserat. Idén är baserad på att Homer och Krusty var samma person vilket fanns som förslag till ett manus i början av serien. Avsnittet innehåller referenser till bland annat Närkontakt av tredje graden, Gudfadern och Riddarfalken från Malta.

## Handling
Krusty har fått stora spelskulder och hans dyra privatliv har gjort att han lånat pengar från maffian och han är en månad från konkurs. För att tjäna pengar öppnar han ett college för clowner. Homer ser en annons för skolan och han skriver in sig trots att han inte tänkte göra det från början. Efter en lyckad utbildning börjar Homer klä ut sig till Krusty och medverkar på olika tillställningar.
Homer tröttnar snart på clownyrket men upptäcker att han får fördelar och han börjar privat även påstå att han är Krusty. Efter en månad har maffian inte fått sina pengar och de är efter Krusty och kidnappar Homer då de tror att han är Krusty. Maffiabossen Don Vittorio DiMaggio ger Krusty, det vill säga Homer, en chans att överleva. Han ska klara att cykla en lopp vilket han aldrig klarat förut men precis då han genomfört sitt misslyckade försök och är på väg att bli dödad kommer riktiga Krusty och de får en ny chans att göra loopen tillsammans och lyckas. Krusty betalar sedan tillbaka skulden på 48 dollar till maffian.

## Produktion
Avsnittet skrevs av John Swartzwelder och regisserades av David Silverman. Swartzwelder kom med idén och efter att hans manus var klart gjordes bara mindre justeringar. Avsnittet är ett av Silvermans favoriter och han är glad att han fick regissera avsnitt, han älskar också Swartzwelders manus. Silverman anser att han hjälpte till att göra avsnittet bättre eftersom manuset inte gillades under bordsläsningen men Silverman gillade manuset och försökte lägga in så mycket cirkus han kunde så den skulle upplevas roligare.
Brad Bird hjälpte Silverman med att göra Krustys designer. En tidig idé de hade i serien var att Krusty skulle i hemlighet vara Homer men den historien skapades aldrig men utnyttjades i avsnittet då Homer blev en clown och båda blev lika. Silverman lade till små ändringar så att det fanns en liten skillnad mellan de båda.
Homer bråkar med en estniskt dvärgväxt efter en idé av Matt Groening. David Mirkin ville ha en våldsam scen men Silverman animerade så den inte blev förverklig. Fox gillade inte att maffian köpte ammunition från Big 5 Sporting Goods till Mirkin påpekade att de faktiskt säljer ammunition.
Joe Mantegna gästskådespelar som Fat Tony. Mirkin gillar att regissera Mantegna eftersom han älskar sin rollfigur. Han vill alltid vara med då hans rollfigur medverkar även om han bara hostar. Dick Cavett och Johnny Unitas gästskådespelar som sig själv. Mirkin anser att Cavetts repliker var nog de elakaste de hade skrivit för en gästskådespelare. Cavett hade inga problem med sina repliker.

## Kulturella referenser
Titeln är en referens till Homey the Clown från In Living Color. Krusty tänder eld på Action Comics #1 då han ska röka en cigarr. Homer formar potatismoset till ett cirkustält som en parodi på Richard Dreyfuss rollfigur i Närkontakt av tredje graden. Då vinglasen ger ljud då Homer och Krustys cyklar tillsammans är en referens till musiken i Gudfadern. Då Fat Tony sitter på en stol är det en referens till Sydney Greenstreets rollfigur i Riddarfalken från Malta. Don Vittorio är baserad på William Hickey och Don Ameche.

## Mottagande
Avsnittet hamnade på plats 59 över mest sedda program under veckan med en Nielsen ratings på 7.9. Det var de femte mest sedda programmet på Fox.
Mike Brantley på The Mobile Register har kallat "Homie the Clown" för det 48:de bästa avsnittet i TV:s historia. Warren Martyn och Adrian Wood har i boken I Can't Believe It's a Bigger and Better Updated Unofficial Simpsons Guide skrivit att avsnittet är berömt för att Homer försöker göra som Krusty cykla i loopar men misslyckas. Ryan Keefer från DVD Verdict anser att avsnittet hade de bästa stunten och gav avsnittet betyget A. Colin Jacobson på DVD Movie Guide har sagt i en recension av säsong sex att avsnittet är verkligen fantastiskt och referensen till Närkontakt av tredje graden är bra och de sätt som Krusty och Homer hamnar i bråk med maffian kan göra att avsnittet kan bara sluta som en vinnare.